# Пашма
Пашма (по карте — Пошма) — река в России, протекает в Ивановской и Ярославской областях.
Исток и верховья реки находятся в Ярославской области, остальное — в Ивановской. Река вытекает из заболоченного озера Караш, рядом с одноимённым селом. Течёт река вначале на восток. В Ярославской области протекает через Караш и Григорово, после чего течёт по Ивановской области. Там она минует Бордовое, Горяшино, урочище Николо-Дор и поворачивает на юг. Протекает между Филюково и Щенниково, Васюково, Абрамово, Пустобоярки, Рожново.
Устье реки находится в 179 км от устья Нерли по левому берегу, в деревне Спас-Нерль. Напротив устья реки уже Владимирская область. Длина реки — 28 км, площадь водосборного бассейна — 214 км².

## Данные водного реестра
По данным государственного водного реестра России относится к Окскому бассейновому округу, водохозяйственный участок реки — Нерль от истока и до устья, речной подбассейн реки — бассейны притоков Оки от Мокши до впадения в Волгу. Речной бассейн реки — Ока.
Код объекта в государственном водном реестре — 09010300812110000032340.

## Топографические карты
- Лист карты O-37-115. Масштаб: 1 : 100 000. Состояние местности на 1984 год. Издание 1991 г.
- Лист карты O-37-116 Ильинское-хованское. Масштаб: 1 : 100 000. Издание 1978 г.